# ENDLESS RAIN
「ENDLESS RAIN」（エンドレス・レイン）は、X（後のX JAPAN）が1989年12月1日にリリースした4作目（メジャー2作目）のシングル。
X初のバラード曲である。

## 解説
前作「紅」に続き、メジャー・デビュー・アルバム『BLUE BLOOD』からのリカット・シングルで、X初のメジャーバラードである。初回限定盤はジャケットが横開きのブックレット形式になっており、歌詞とメンバーのプロフィールが掲載されている。
当時Xのディレクターを務めていたSonyMusicの津田直士は、デビュー当時からYOSHIKIの才能は世界中で100年聴かれる音楽を作れると信じてXのメンバーたちとアルバム制作をしていた。津田は、YOSHIKIは作曲家自身の心の震えをメロディにして人を感動させるという選ばれた才能があるとYOSHIKI本人に日頃言い聞かせていた。メジャーキー（長調）の美しいバラードの曲作りを津田からYOSHIKIに持ち掛けて誕生した曲が「ENDLESS RAIN」である。YOSHIKIから新曲が出来たと聴かされたピアノ演奏に、津田は衝撃を受け、シンプルに展開するサビは「こんなにシンプルで人の心を打つメロディを生めるのは、ベートーベンやバッハ、チャイコフスキーと同じ領域」であり、大ヒットを確信した。津田は、「YOSHIKIの心の震えや感情が、そのまま音になっている」から「ENDLESS RAIN」は感動的な名曲なのであると解説している。
ギターソロは、HIDEが作曲した。後年、早くに他界したHIDEとTAIJIに捧げて演奏されることがあった。
初期にNHKの番組でこの楽曲を披露する際、「眠りは麻薬」の「麻薬」の部分は放送禁止用語にあたるため、「眠りは深く」と歌われていた。
ライブではほぼ必ず演奏され、ファンとの合唱が行われる。『ローリング・ストーン』誌によると、ライブにおける荘厳に訴えかけるバンドの叫びは、QUEENさながらの堂々たる煌びやかな長編であり、ガンズ・アンド・ローゼズの「November Rain」よりも純粋な詩である。YOSHIKIは、ある時のライブの合い間に丁度ピアノが置いてあったのでチャイコフスキーを弾いて、Sony関係者たちからバラードが作れるのか問われたことがあった。尖った髪のヘヴィメタドラマーのYOSHIKIはその時、作りたいわけではないけれど作ることはできると答えたという。
2014年10月のX JAPANのマディソン・スクエア・ガーデン公演において、ダブルアンコール1曲目に「ENDLESS RAIN」を演奏した。2017年1月にYOSHIKIはカーネギー・ホールで単独公演を行い、最終曲は「ENDLESS RAIN」であった。これにより、YOSHIKIはアジア人として初めてロックとクラシックの二大殿堂公演を成し遂げた。2017年3月のウェンブリー・アリーナにおけるX JAPANの公演で「ENDLESS RAIN」はダブルアンコール3曲目に演奏された。2023年10月のYOSHIKI単独によるロイヤル・アルバート・ホール公演における最終曲は「ENDLESS RAIN」であった。
2023年9月に公開された音楽ドキュメンタリー映画『YOSHIKI: UNDER THE SKY』のハイライトで世界中のファンがYOSHIKIのピアノ演奏に合わせて「ENDLESS RAIN」を合唱する。

## 韓国のヒットチャート
第二次世界大戦後に建国された大韓民国（韓国）は、建国以来反日政策を掲げていた。それに伴い韓国では日本大衆文化の流入制限がかけられていた。
韓国で日本の大衆文化が依然として禁止されていた1990年前後、海賊版カセットテープ販売の露天商たちは「ギルボード・チャート」と呼ばれる音楽の流行を生み出していた。露天商たちは一般市民の要求に即座に反応して最も売れている人気曲をオーディオ機器から流し、「ENDLESS RAIN」を道端でしつこく流していた。歩いていてもバスを待っていても街中で常に聴くことができた「ENDLESS RAIN」は、1990年代のギルボード・チャートを席巻していた。
2011年に東日本大震災があって、被災した日本のために開発されたアプリ「LINE」の立ち上げに関わった韓国人ヤン・ソクホ（Yang Seokho、現・LINE上級執行役員）は、LINE開発以前の韓国在住当時からずっと「ENDLESS RAIN」が好きでよく聴いていたという。
2022年現在においても1990年代当時の海賊版カセットテープがネット上で流通している。
2023年11月にYOSHIKIはK-POP最大の授賞式Mnet Asian Music Awards（MAMA Awards）の「Favorite International Artist」を日本人として初めて受賞した。この年の授賞式は日本で開催され、東京ドームのステージで5人の名だたるK-POPアーティストとYOSHIKIのコラボレーションによる「ENDLESS RAIN」が披露された。TOMORROW X TOGETHERのテヒョンとヒュニンカイによるボーカル、RIIZEのアントンによるチェロ、BOYNEXTDOORのジェヒョンによる韓国語ラップ、ZEROBASEONEのハン・ユジンによるダンス、YOSHIKIによるピアノという構成であった。最後はステージに合唱隊が登場し、授賞式の全出演者と観客が大合唱で参加した。授賞式のハイライトとなる「ENDLESS RAIN」は、MAMA Awardsの理念である国境、人種、世代を越える「Music MaKes ONE」が実現し、日韓の歴史に残る「日韓和解のドラマ」といえるコラボレーションであった。

## 影響
ゆずの2004年の曲「栄光の架橋」は、「ENDLESS RAIN」や「Say Anything」の影響を受けている。ゆずは当初、路上でアコースティックギターを弾くような曲を作るつもりであったが、NHKから2004年アテネオリンピックテーマソングのオファーを受け、「ENDLESS RAIN」や「Say Anything」に影響を受けた壮大なバラードとして「栄光の架橋」が作曲された。

## 収録曲
| 全作詞・作曲: YOSHIKI、全編曲: X。 |                     |         |            |      |
| #                                  | タイトル            | 作詞    | 作曲・編曲 | 時間 |
| 1.                                 | 「ENDLESS RAIN」    | YOSHIKI | YOSHIKI    | 6:35 |
| 2.                                 | 「X」(Live Version) | YOSHIKI | YOSHIKI    | 9:40 |
| 合計時間:                          | 合計時間:           | 16:15   |            |      |

## パーソネル
| - ミキシング・エンジニア：     | 松本元成                                                                            |
| - レコーディング・エンジニア： | グレムリン、宮島哲博、阿部充泰                                                      |
| - アシスタント・エンジニア：   | オオクボタカシ、フジシマ、山田直樹、中村昭子、 香椎茂樹、イ・チュンフィン、岩田光正 |
| - オーケストラ・アレンジ：     | 斎藤ネコ                                                                            |

## 収録アルバム
- #1
  - BLUE BLOOD（スタジオアルバム、#6）
  - X SINGLES（ベストアルバム、#3）
  - B.O.X 〜Best of X〜（ベストアルバム、#6）
  - BALLAD COLLECTION（ベストアルバム、#3）
  - STAR BOX（ベストアルバム、#4）
  - X JAPAN BEST 〜FAN'S SELECTION〜（ベストアルバム、#3）
  - THE WORLD 〜X JAPAN 初の全世界ベスト〜（ベストアルバム、Disc1－#4）

- #2
  - X SINGLES（ベストアルバム、#4）

## カバー
- 日本のシンガーソングライター・アンジェラ・アキや、香港の歌手アーロン・クォック、韓国の歌手キム・ジョングクのコンサートでカバーされた。
- 2007年、ガンズ・アンド・ローゼズの来日公演にて、ギタリストのリチャード・フォータスが、ソロ・コーナーでサビを演奏した。
- 2008年、中村あゆみがアルバム『VOICE』でカバーした。
- 2020年の『第71回NHK紅白歌合戦』では、YOSHIKIのピアノと世界各国をリモートで中継する形でサラ・ブライトマン、QUEEN（ブライアン・メイ、ロジャー・テイラー）、国内の複数の歌手[注釈 5]とのコラボレーションの形で演奏された。またこの模様はNHKの了承を得て、2021年1月2日にQUEENの公式YouTubeチャンネルで配信された[17]。

## タイアップ
「ENDLESS RAIN」は、映画『ZIPANG』のテーマソングに起用された後、OVA『乙姫CONNECTION』の挿入歌としても使用された。